# Paila

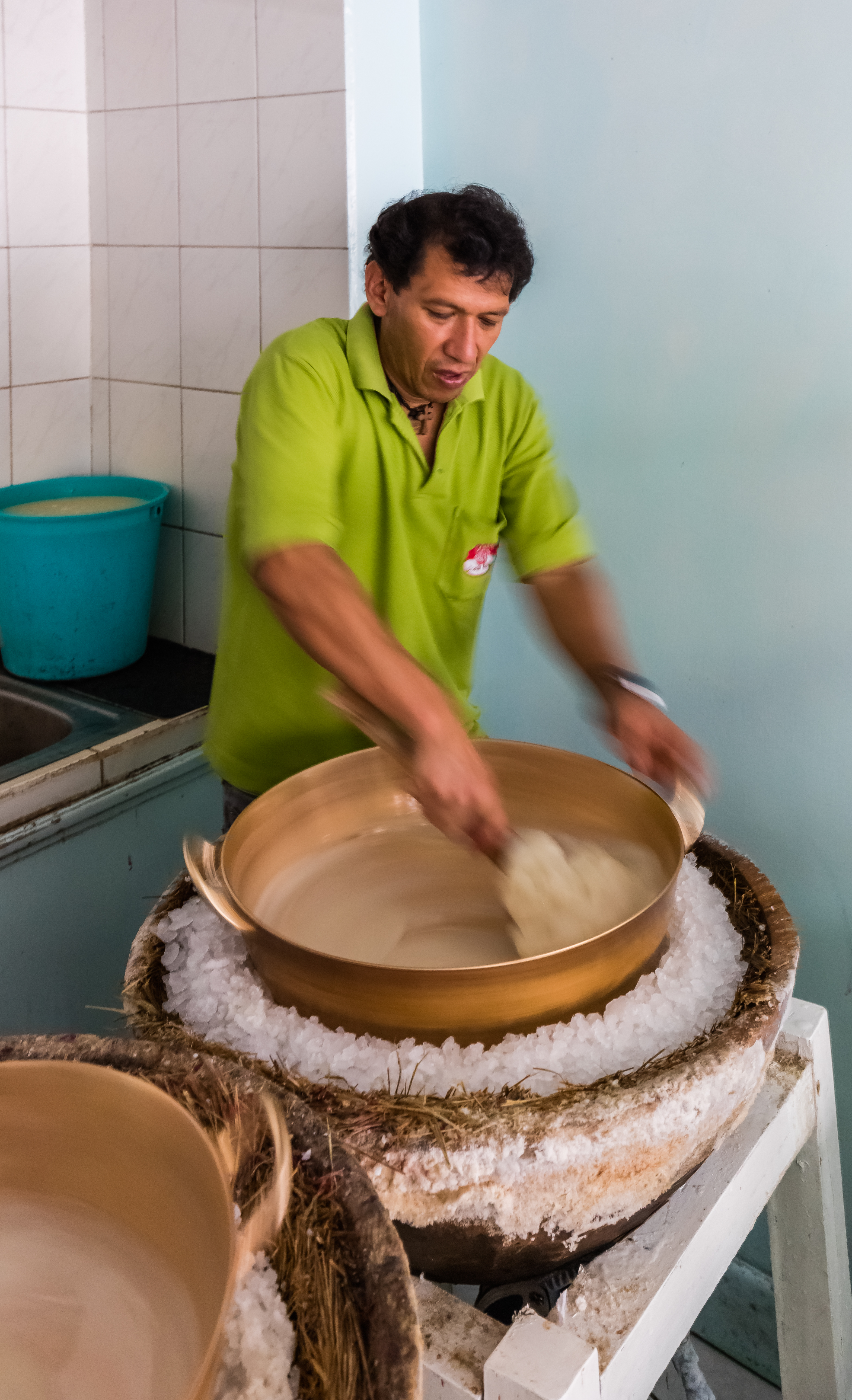
Elaboración del helado de paila, San Antonio de Ibarra (Ecuador).

Una paila es una sartén de metal o de cerámica, grande, redonda y poco profunda. Este utensilio de cocina tiene diferentes usos en las diferentes regiones, sirve para calentar, de sartén para freír, fuente plana para asar alimentos o servir en la mesa, pero en muchas regiones de España, como es el caso de Andalucía o León, es una sartén de gran diámetro, redonda y de corta profundidad siempre de metal. A los cacharros de otros materiales y forma parecida se les llama con otros nombres, como por ejemplo cazuela de barro cuando es de alfarería.

## Etimología
Lenz cree que venga del latín patella y desde ésta hay versiones en otras lenguas romances como en el leonés de España, donde la paila es una sartén, o en el castellano antiguo padilla, en catalán paella y en francés poêle.
En cambio Pedro José Ramírez Sendoya define paila así: vasija grande y redonda de cobre. Y trae la siguiente consideración "Et. Ke. Payela, según Tschudi, Rojas, Tascon, Martius y Lafone. 

## Uso
En Colombia, en el departamento de Nariño, existe la tradición ancestral del “helado de paila”. Esta presentación gastronómica se realiza al colocar la paila sobre hielo y en su interior un jugo de frutas que se agita hasta la formación de una crema helada. En Ecuador existe la misma tradición. 
En la gastronomía chilena y peruana  las pailas de greda se usan para cocinar un plato tradicional llamado pastel de choclo (maíz), así como para servir otras especialidades como la cazuela o bien la paila marina. La ventaja de este plato de greda es que conserva muy bien el calor.
También dentro de la cocina chilena se usa la paila de cobre, que se fabrica artesanalmente por gitanos, y que se usa para preparar mermeladas. Actualmente se pueden encontrar en el mercado pailas de tamaño pequeño o grande, de acuerdo a las necesidades que pueden ser industriales u hogareñas.

## Otros usos
Musicalmente, la "paila" es un instrumento de percusión latinoamericano
, también llamado timbal o timbaleta. Se compone de dos tambores metálicos y cilíndricos, con un parche en la parte superior de cada uno, además, suele ir acompañado de cencerros (bells) y/o de claves (woodblock).
Se utiliza frecuentemente en agrupaciones de salsa, aunque también se utiliza en las cumbias y otros estilos.
También en Chile, la palabra paila se utiliza para referirse, de forma vulgar, a la oreja por su singular parecido a las "pailas de cobre". Básicamente es utilizado como burla a personas que tienen orejas grandes o muy pronunciadas.
Esta palabra, en Colombia, puede ser usada para expresar que algo está mal, es desastroso, feo, de imposible resolución, o incluso cuando se hace referencia a una persona que está en una mala situación.
En Bolivia especialmente en la región de Cochabamba se utiliza para cocinar el chicharrón boliviano.
En Honduras puede ser un recipiente plástico muy bajo y con el diámetro de la boca igual o mayor al del fondo, también se usa como denominación de un vehículo, un vehículo pickup puede ser llamado "vehículo de paila o carro paila".